# Liste der Baudenkmale in Frellstedt
In der Liste der Baudenkmale in Frellstedt sind die Baudenkmale der niedersächsischen Gemeinde Frellstedt und ihrer Ortsteile aufgelistet. Der Stand der Liste ist der 4. Dezember 2022. Die Quelle der Baudenkmale ist der Denkmalatlas Niedersachsen.

## Allgemein
In den Spalten befinden sich folgende Informationen:
- Lage: die Adresse des Baudenkmales und die geographischen Koordinaten. Kartenansicht, um Koordinaten zu setzen. In der Kartenansicht sind Baudenkmale ohne Koordinaten mit einem roten Marker dargestellt und können in der Karte gesetzt werden. Baudenkmale ohne Bild sind mit einem blauen Marker gekennzeichnet, Baudenkmale mit Bild mit einem grünen Marker.
- Bezeichnung: Bezeichnung des Baudenkmales
- Beschreibung: die Beschreibung des Baudenkmales. Unter § 3 Abs. 2 NDSchG werden Einzeldenkmale und unter § 3 Abs. 3 NDSchG Gruppen baulicher Anlagen und deren Bestandteile ausgewiesen.
- ID: die Objekt-ID des Baudenkmales
- Bild: ein Bild des Baudenkmales, ggf. zusätzlich mit einem Link zu weiteren Fotos des Baudenkmals im Medienarchiv Wikimedia Commons. Wenn man auf das Kamerasymbol klickt, können Fotos zu Baudenkmalen aus dieser Liste hochgeladen werden:

## Frellstedt

### Gruppe: Helmstedter Straße 2
Die Gruppe hat die ID 32627923. Sehr stattlicher Vierseithof der zweiten Hälfte des 19. Jh. mit repräsentativen und baukünstlerisch beachtlichen Wohnhaus mit mächtigen Wirtschaftsflügeln.

| Lage                                             | Bezeichnung     | Beschreibung | ID       | Bild |
| ------------------------------------------------ | --------------- | --- | -------- | ---- |
| Helmstedter Straße 2 52° 12′ 23″ N, 10° 55′ 3″ O | Wohnhaus        | Zweigeschossiger, traufständiger Massivbau auf Kellersockel unter Satteldach. Einfacher Dekor in Form eines rustizierten Sockels sowie Putzeinfassungen der Gesimse, Brüstungen und Segmentbogenfenster. Hofseitige Erschließung über zweiläufige Treppe mit Hochpodest.                                                                                                  | 32639988 | BW   |
| Helmstedter Straße 2 52° 12′ 24″ N, 10° 55′ 4″ O | Wirtschaftsteil | Hufeisenförmig um das Wohnhaus angelegte und symmetrisch ausgerichtete Fachwerk–Wirtschaftsflügel. Eingeschossige Fachwerkbauten auf Kalksteinsockel, zur Straße mit einer Kalksteinwand, unter abgewalmten Satteldächern. Straßenseitig in Verbindung zum Wohnhaus symmetrisch platzierte Toreinfahren aus Kalksteinquadern, in Form von gekuppelten hohen Rundtorbögen. | 32639408 | BW   |

### Gruppe: Kirchhof Frellstedt
Die Gruppe hat die ID 32627909. Zentral im Ortsgefüge liegender Kirchhof mit historistischer Pfarrkirche, dem Gelände des Kirchhofes, Gefallenendenkmal und Steinkreuz, sowie einer umgebenden Natursteineinfriedung.

| Lage                                   | Bezeichnung      | Beschreibung | ID       | Bild           |
| -------------------------------------- | ---------------- | --- | -------- | -------------- |
| Elmstraße 52° 12′ 21″ N, 10° 54′ 55″ O | St..Vitus-Kirche | Saalkirche als Kalksteinbau mit Querschiff und geradem Chorschluss unter Satteldach sowie einem Westturm. In der Apsis eine große Maßwerksrose, darüber ein Treppenfries am Ortgang, seitlich kleine Ausluchten unter Schleppdach. Durchfensterung mit gekuppelten Rundbogenfenstern, oben im größeren Format. Fassadengliederung durch Lisenen. Westturm mit breitem Unterbau, in den OGs gekuppelte Schallarkaden, Wimperg–Giebel mit Turmuhr sowie einem polygonalem Pyramidendach in Schieferdeckung mit Dachhäuschen. | 32639577 | Weitere Bilder |
| Elmstraße 52° 12′ 21″ N, 10° 54′ 54″ O | Kriegerdenkmal   | | 32639594 | BW             |
| Elmstraße 52° 12′ 20″ N, 10° 54′ 54″ O | Einfriedung      | | 32692059 | BW             |

### Gruppe: Mühlenweg 1
Die Gruppe hat die ID 32627946.

| Lage                                     | Bezeichnung | Beschreibung    | ID       | Bild |
| ---------------------------------------- | ----------- | --------------- | -------- | ---- |
| Mühlenweg 1 52° 12′ 17″ N, 10° 54′ 55″ O | Speicher    | Galeriespeicher | 32639750 | BW   |

### Gruppe: Warberger Straße 8
Die Gruppe hat die ID 32627972. Fachwerkbaugruppe mit Wohnhaus der zweiten Hälfte des 18. und Wirtschaftsgebäude der ersten Hälfte des 19. Jh.

| Lage                                           | Bezeichnung        | Beschreibung | ID       | Bild |
| ---------------------------------------------- | ------------------ | --- | -------- | ---- |
| Warberger Straße 8 52° 12′ 14″ N, 10° 55′ 7″ O | Wohnhaus           | Zweigeschossiges Fachwerkhaus unter Walmdach in Ziegelpfannendeckung. Fachwerkgefüge mit zweifeldigen Streben und K-Streben, Gebälk verbrettert, Ausfachung in Ziegelsichtsetzung. Östliche Giebelseite mit Anbau unter Schleppdach, Westgiebel im OG in Ziegelpfannenbehang. | 32639971 | BW   |
| Warberger Straße 8 52° 12′ 13″ N, 10° 55′ 7″ O | Wirtschaftsgebäude | Speicher/Stallgebäude in Fachwerk auf winkelförmigen Grundriss unter Schopfwalmdach in Ziegelpfannendeckung. Fachwerkgefüge mit geschosshohen Streben und Ziegelausfachung, Zur Hofseite Ladeluken, westliche Giebelseite in Ziegelpfannenbehang.                             | 32639391 | BW   |

### Einzelbaudenkmale
| Lage                                             | Bezeichnung | Beschreibung | ID                                                | Bild |
| ------------------------------------------------ | ----------- | --- | ------------------------------------------------- | ---- |
| NZR 208 52° 13′ 0″ N, 10° 54′ 25″ O              | Villa       | Zweigeschossiger Ziegelbau auf Sockel unter Flachdach. Kubischer Baukörper mit vorgelagertem Anbau und Terrasse, Verblendmauerwerk mit Ziegelziersetzungen der Neorenaissance. Errichtet um 1885. | 32639903                                          | BW   |
| Elmstraße 1 52° 12′ 19″ N, 10° 54′ 55″ O         | Pfarrhaus   | Zweigeschossiger, traufständiger Fachwerkbau unter Halbwalmdach hinter Vorgarten. Symmetrisches Fachwerkgefüge mit zweifeldigen Streben und Ziegelsichtausfachung, zur Straßenseite verputzt, im EG dort ganzflächig. Achsenmittige Durchgangsdiele, westliche Giebelseite in Holzbohlenbehang. | 32639646                                          | BW   |
| Helmstedter Straße 9 52° 12′ 22″ N, 10° 55′ 9″ O | Schmiede    | Schmiede als Fachwerkbau unter Schopfwalmdach in Ziegelpfannendeckung. OG vorkragend über profilierten Gebälk, Fachwerkgefüge mit K-Streben und Andreaskreuzen sowie einer geschlämmten Ziegelsichtausfachung. Im OG Ladeluken, zur Südseite Erweiterung von um 1900. | 32639682                                          | BW   |
| Bahnhofstraße 52° 12′ 40″ N, 10° 54′ 30″ O       | Kreuzsteine | Nordwestl. des Ortes, am westl. Rand der Straße nach Süpplingen, an Straßenbiegung, südl. eines abzweigenden Weges befinden sich Kreuzsteine aus hellgrauem Kalkstein, stark verwittert. Der Schaft ist nach unten zu stark verbreitert, die Kreuzarme oben abgerundet; Gesamthöhe (gemessen bei der Umsetzung des Steines am 19.05.1998) 1,13 m; maximale Breite des Schaftes 60 cm, minimale Breite 28 cm; maximale Breite der Kreuzarme 56 cm. Ursprünglicher Standort etwa 30 m nördl., bei 44 25 480 / 57 86 980 (vgl. FStNr. 27). Gesamthöhe (gemessen bei der Umsetzung des Steines am 19.05.1998) 98 cm; Breite des Schaftes 23 cm; Stärke 18 cm; erh. Breite an den Armen 55 cm. Der ursprüngliche Standort (vgl. FStNr. 28) lag etwa 60 m nördlich bei R. 44 25 500, H. 57 86 980. Der Stein wurde beim Bau der Straße herausgerissen und zunächst an der Kirche des Ortes aufgestellt. Am 19.05 1998 erfolgte eine erneute Umsetzung zusammen mit dem Stein FStNr. 1 auf einen Ackerrandwinkel südl. des alten Standortes (vgl. FStNr. 28). | 28953629 28958031/1/-/ 32639493 28953629 28958031 | BW   |